# Station Berwick-upon-Tweed
Berwick-upon-Tweed is een spoorwegstation van National Rail aan de East Coast Main Line in Berwick-upon-Tweed, Berwick-upon-Tweed in Engeland. Het station is eigendom van Network Rail en wordt beheerd door London North Eastern Railway. Het station is geopend in 1847.
Het station van Berwick-upon-Tweed bevindt zich boven op de restanten van Berwick Castle. Voor de aanleg van het station werd het kasteel grotendeels gesloopt; op deze plek leidt de hoge spoorwegbrug naar het noorden. Het perron bevindt zich in de grote hal van het vroegere kasteel; dit was de plek waar Eduard I van Engeland in het jaar 1292 John Balliol tot koning van Schotland benoemde. 
Boven het perron hangt een informatiebord met uitleg over de historische achtergrond van deze locatie.

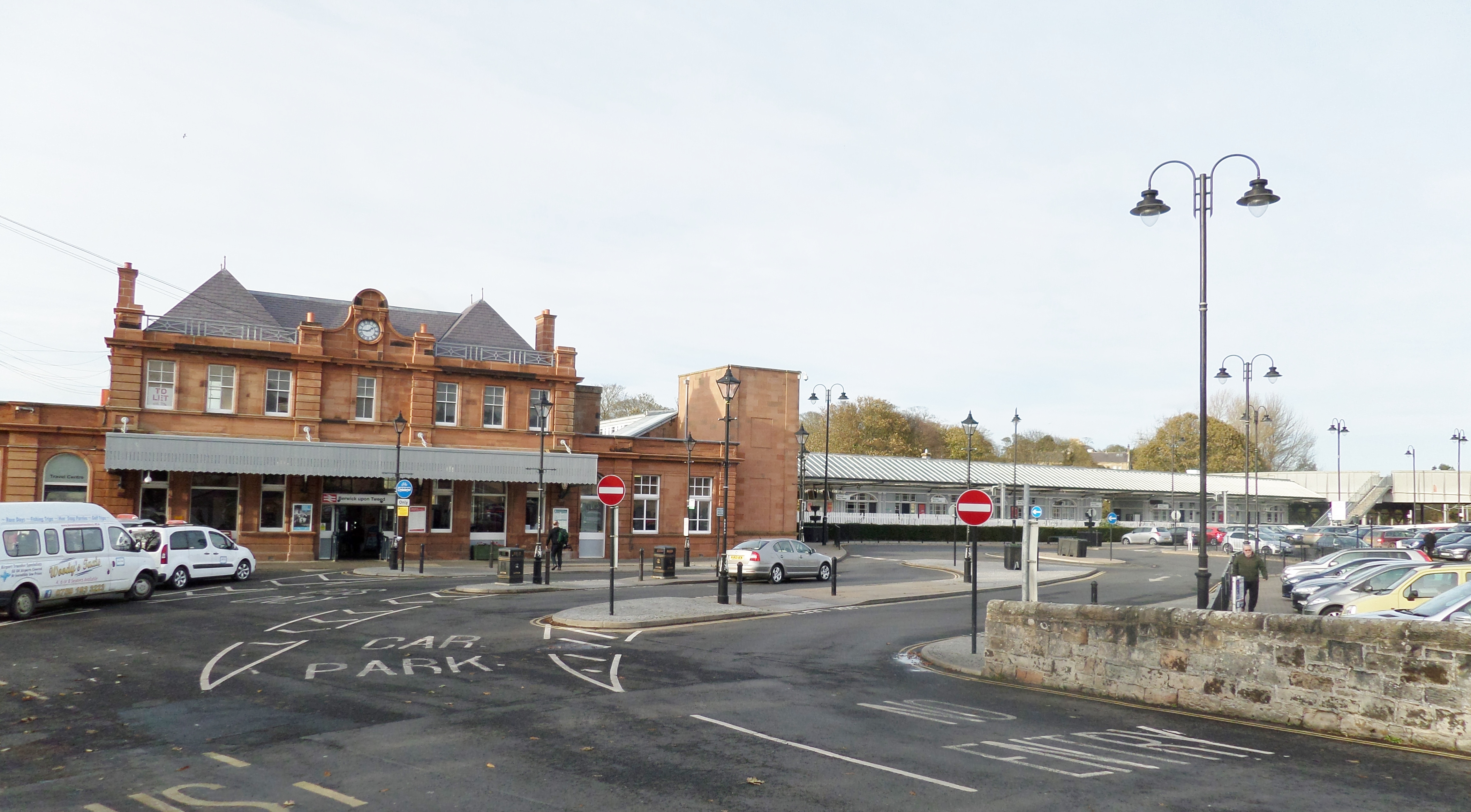
Stationsgebouw en -plein